# XSL
XSL (és l'acrònim d'Extensible Stylesheet Language, expressió anglesa traduïble com "llenguatge extensible de fulles d'estil") és una família de llenguatges basats en l'estàndard XML que permet descriure com la informació continguda en un document XML qualsevol ha de ser transformada o formatada per a la seva presentació en un mitjà específic. S'utilitza per referir-se a una família de llenguatges que s'utilitzen per transformar i representar documents XML (per exemple, XSL s'utilitza per determinar com mostrar un document XML com una pàgina web).
Aquesta família està formada per tres llenguatges:
- XSLT (sigles d'Extensible Stylesheet Language Transformations, llenguatge de fulles extensibles de transformació), que permet convertir documents XML d'una sintaxi a altra (per exemple, d'un XML a un altre o a un document HTML).[2]

- XSL-FO (llenguatge de fulles extensibles de formato d'objectes), que permet especificar el format visual amb el qual es vol presentar un document XML, és usat principalment per a generar documents PDF.

- XPath, o XML Path Language, és una sintaxi (no basada en XML) per a accedir o referir-se a porcions d'un document XML.

Aquestes tres especificacions són recomanacions oficials del W3C.
En el 2005 ja són suportades per alguns navegadors, per exemple Mozilla o Internet Explorer, encara que, en el seu lloc, es poden usar les CSS que són 100% compatibles encara que amb una codificació diferent.

## Història
XSL va començar com un intent de portar la funcionalitat de DSSSL, particularment en l'àrea de la impressió i la composició tipogràfica d'alta gamma, a XML.
En resposta a una proposta d'Arbortext, Inso i Microsoft, un grup de treball del W3C sobre XSL va començar a funcionar el desembre de 1997, amb Sharon Adler i Steve Zilles com a copresidents, amb James Clark actuant com a editor (i extraoficialment com a dissenyador en cap) i Chris Lilley com a contacte del personal del W3C. El grup va publicar un primer esborrany de treball públic el 18 d'agost de 1998. XSLT i XPath es van convertir en Recomanacions del W3C el 16 de novembre de 1999 i XSL-FO va assolir l'estatus de Recomanació el 15 d'octubre de 2001.